# Bill Fraser
Bill Fraser, född 5 juni 1908 i Perth, Skottland, död 9 september 1987 i Bushey, Hertfordshire, var en skotsk skådespelare. Han är känd för sin roll i pjäsen When We Are Married av J.B. Priestley. Han spelade även Bert Baxter i Adrian Moles hemliga dagbok och Unge Adrians lidanden.